# Chrysobothris crandalli
Chrysobothris crandalli es una especie de escarabajo del género Chrysobothris, familia Buprestidae. Fue descrita científicamente por Knull en 1943.
Se encuentra en América del Norte.